# Джилл Крейбас

Джилл Крейбас (англ. Jill N. Craybas, нар. 4 липня 1974) — колишня американська професійна тенісистка. Найвища позиція в одиночному рейтингу — 39, досягнута 17 квітня 2006.

## Фінали турнірів WTA

### Одиночний розряд: 2 (1 титул, 1 поразка)
| Легенда                                      |
| -------------------------------------------- |
| Турніри Великого шолома (0–0)                |
| Турніри WTA Tour (0–0)                       |
| Tier I / Premier Mandatory & Premier 5 (0–0) |
| Tier II / Premier (0–0)                      |
| Tier III, IV & V / International (1–1)       |

| Результат | Ранг | Дата            | Турнір                                         | Покриття | Опонент            | Рахунок            |
| --------- | ---- | --------------- | ---------------------------------------------- | -------- | ------------------ | ------------------ |
| Перемога  | 1.   | жовтня 6, 2002  | Japan Open Tennis Championships, Tokyo, Японія | Тверде   | Silvija Talaja     | 2–6, 6–4, 6–4      |
| Поразка   | 1.   | лютого 10, 2008 | Pattaya Women's Open, Pattaya City, Таїланд    | Тверде   | Агнешка Радванська | 2–6, 6–1, 6–7(4–7) |

### Парний розряд: 14 (5 титули, 9 поразки)
| Легенда                                      |
| -------------------------------------------- |
| Турніри Великого шолома (0–0)                |
| Турніри WTA Tour (0–0)                       |
| Tier I / Premier Mandatory & Premier 5 (0–0) |
| Tier II / Premier (0–0)                      |
| Tier III, IV & V / International (5–9)       |

| Результат | Ранг | Дата              | Турнір                                                         | Покриття | Партнер             | Опоненти                                  | Рахунок               |
| --------- | ---- | ----------------- | -------------------------------------------------------------- | -------- | ------------------- | ----------------------------------------- | --------------------- |
| Перемога  | 1.   | травня 19, 2003   | WTA Madrid Open, Madrid, Іспанія                               | Ґрунт    | Лізель Губер        | Rita Grande Angelique Widjaja             | 6–4, 7–6(8–6)         |
| Перемога  | 2.   | серпня 16, 2004   | Мастерс Цинциннаті, Cincinnati, США                            | Тверде   | Marlene Weingärtner | Emmanuelle Gagliardi Анна-Лена Гренефельд | 7–5, 7–6(7–2)         |
| Поразка   | 1.   | жовтня 31, 2004   | BGL Luxembourg Open, Люксембург City, Люксембург               | Тверде   | Marlene Weingärtner | Вірхінія Руано Паскуаль Паола Суарес      | 1–6, 7–6(7–1), 3–6    |
| Поразка   | 2.   | вересня 26, 2005  | Hansol Korea Open Tennis Championships, Seoul, Південна Корея  | Тверде   | Natalie Grandin     | Латіша Чжань Чжуан Цзяжун                 | 2–6, 4–6              |
| Поразка   | 3.   | січня 9, 2006     | Moorilla Hobart International, Hobart, Австралія               | Тверде   | Jelena Kostanić     | Émilie Loit Nicole Pratt                  | 2–6, 1–6              |
| Поразка   | 4.   | червня 18, 2006   | Birmingham Classic, Birmingham, Велика Британія                | Трава    | Лізель Губер        | Єлена Янкович Лі На                       | 2–6, 4–6              |
| Поразка   | 5.   | жовтня 30, 2006   | Tournoi de Québec, Quebec City, Канада                         | Тверде   | Alina Jidkova       | Карлі Галліксон Laura Granville           | 3–6, 4–6              |
| Поразка   | 6.   | вересня 10, 2007  | Commonwealth Bank Tennis Classic, Bali, Індонезія              | Тверде   | Natalie Grandin     | Цзи Чуньмей Сунь Шеннань                  | 3–6, 2–6              |
| Поразка   | 7.   | квітня 28, 2008   | ECM Prague Open, Prague, Чехія                                 | Ґрунт    | Міхаелла Крайчек    | Андреа Сестіні Главачкова Луціє Градецька | 6–1, 3–6, [6–10]      |
| Перемога  | 3.   | травня 19, 2008   | Istanbul Cup, Istanbul, Туреччина                              | Ґрунт    | Ольга Говорцова     | Марина Еракович Полона Герцог             | 6–1, 6–2              |
| Перемога  | 4.   | жовтня 4, 2008    | AIG Japan Open Tennis Championships, Tokyo, Японія             | Тверде   | Марина Еракович     | Моріта Аюмі Накамура Айко                 | 4–6, 7–5, [10–6]      |
| Поразка   | 8.   | листопада 2, 2008 | Tournoi de Québec, Quebec City, Канада                         | Тверде   | Тамарін Танасугарн  | Анна-Лена Гренефельд Ваня Кінг            | 6–7(3–7), 4–6         |
| Поразка   | 9.   | липня 17, 2010    | Internazionali Femminili di Tennis di Palermo, Palermo, Італія | Ґрунт    | Юлія Гергес         | Alberta Brianti Сара Еррані               | 4–6, 1–6              |
| Перемога  | 5.   | червня 17, 2012   | Gastein Ladies, Bad Gastein, Австрія                           | Ґрунт    | Юлія Гергес         | Анна-Лена Гренефельд Петра Мартич         | 6–7(4–7), 6–4, [11–9] |

### Змішаний парний розряд: 1 (1 поразка)
| Легенда                                      |
| -------------------------------------------- |
| Турніри Великого шолома (0–0)                |
| Турніри WTA Tour (0–0)                       |
| Tier I / Premier Mandatory & Premier 5 (0–0) |
| Tier II / Premier (0–1)                      |
| Tier III, IV & V / International (0–0)       |

| Результат | Ранг | Дата             | Турнір                           | Покриття | Партнер          | Опоненти                            | Рахунок  |
| --------- | ---- | ---------------- | -------------------------------- | -------- | ---------------- | ----------------------------------- | -------- |
| Поразка   | 1.   | вересня 25, 2004 | China Open (теніс), Beijing, КНР | Тверде   | Justin Gimelstob | Emmanuelle Gagliardi Tripp Phillips | 1–6, 2–6 |

## Досягнення

### Одиночний розряд
| Турнір                                 | 1996 | 1997 | 1998 | 1999 | 2000 | 2001 | 2002 | 2003 | 2004 | 2005 | 2006 | 2007 | 2008 | 2009 | 2010 | 2011 | 2012 | W–L   |
| -------------------------------------- | ---- | ---- | ---- | ---- | ---- | ---- | ---- | ---- | ---- | ---- | ---- | ---- | ---- | ---- | ---- | ---- | ---- | ----- |
| Відкритий чемпіонат Австралії з тенісу | A    | A    | A    | 1р   | LQ   | 1р   | 2р   | 1р   | 3р   | 1р   | 1р   | 1р   | 2р   | 1р   | 1р   | 2р   | LQ   | 11–13 |
| Відкритий чемпіонат Франції з тенісу   | A    | A    | A    | LQ   | A    | 2р   | 1р   | 1р   | 1р   | 1р   | 1р   | 2р   | 1р   | 2р   | 2р   | 2р   |      | 5–12  |
| Вімблдонський турнір                   | A    | A    | A    | LQ   | LQ   | 1р   | 2р   | 1р   | 2р   | 2р   | 1р   | 1р   | 1р   | 2р   | 1р   | 1р   | LQ   | 6–12  |
| Відкритий чемпіонат США з тенісу       | 1р   | A    | 1р   | 1р   | 1р   | 1р   | 1р   | 1р   | 2р   | 2р   | 2р   | 1р   | 1р   | 2р   | 1р   | 1р   |      | 10–15 |
| Титули–Фінали                          | 0–1  | 0–0  | 0–1  | 0–2  | 0–1  | 1–4  | 2–4  | 0–4  | 4–4  | 4–4  | 1–4  | 1–4  | 1–4  | 3–4  | 1–4  | 2–4  | 0–0  | 32–52 |

### Парний розряд
| Турнір                                 | 1998 | 2003 | 2004 | 2005 | 2006 | 2007 | 2008 | 2009 | 2010 | 2011 | 2012 | 2013 | W–L   |
| -------------------------------------- | ---- | ---- | ---- | ---- | ---- | ---- | ---- | ---- | ---- | ---- | ---- | ---- | ----- |
| Відкритий чемпіонат Австралії з тенісу |      |      | 1р   | 1р   | 2р   | 2р   | 1р   | 1р   | 1р   | 2р   | 2р   | 2р   | 5–10  |
| Відкритий чемпіонат Франції з тенісу   |      |      | ЧФ   | 1р   | 1р   | 1р   | 1р   | 2р   | 1р   | 1р   |      | 1р   | 4–9   |
| Вімблдонський турнір                   |      | 2р   | 1р   | 1р   | 1р   | 3р   | 1р   | 1р   | 1р   | 1р   | 1р   |      | 3–10  |
| Відкритий чемпіонат США з тенісу       | 1р   | 1р   | 2р   | 2р   | 2р   | 1р   | 1р   | 1р   | 1р   |      | 2р   | 2р   | 5–11  |
| Титули–Фінали                          | 0–1  | 1–2  | 4–4  | 1–4  | 2–4  | 3–4  | 0–4  | 1–4  | 0–4  | 1–3  | 2–3  | 2–3  | 17–40 |